# Bagua (ciudad)
Bagua (fundada como San Pedro de Bagua Chico en 1561) es una ciudad peruana, capital del distrito de Bagua, ubicado en la provincia homónima en el departamento de Amazonas. Recientemente dejó su antiguo nombre de Bagua Chica, considerado despectivo por los habitantes de dicha ciudad, quienes han improvisado el término Bagua-Capital.

## Etimología
Para encontrar la raíz etimológica de la palabra Bagua, los inmigrantes se vieron en la necesidad de plantear sus propias explicaciones, siendo el general de los resultados divergentes por completo de los métodos y técnicas usados por la ciencia toponímica. Es así que algunos pretendieron que Bagua devendría de bagual (desconociendo que este término se "inventa" a partir de un indígena querandí llamado Bagual, que vivió en Argentina por los años de 1582 a 1630). Otros adujeron que Bagua se llama así porque en esta llanura crecen plantas de guaba (sin embargo Diego Palomino en 1549 hace plena diferenciación entre Bagua y guaba). Hay algunos que suponen que Bagua poseería un origen en el idioma castellano y lo vinculan con valle rodeado de agua (pero en la documentación quinientista se evidencia un origen nativo de la locución), hay otros que afirman que Bagua devendría del vocablo awajún wawa (entretanto a la llegada de los españoles en el siglo XVI, no encontraron ninguna entidad awajún).
Basado en la relación de Diego Palomino (1549) y la relación anónima de la tierra de Jaén (1580) el investigador Elvis Chugna realizó un estudio histórico lingüístico y propuso que Bagua es voz de una antigua lengua denominado idioma bagua. Chugna agrega:

(...) cuando los españoles arribaron al actual valle del bajo Utcubamba, preguntaron a los naturales por su autodenominación, por el nombre del valle, por el nombre del río; los aborígenes respondieron que ellos eran los Bagua, que la planicie se llamaba valle de Bagua y el nombre de la sinuosa correntera era río de Bagua, resulta entonces que la dicción Bagua es término propio y generalizado de la extinta nación Bagua.

Lamentablemente hasta el día de hoy el conocimiento del idioma bagua es desconocido por los propios bagüinos, su estudio se limita sólo a los ámbitos académicos universitarios, especialmente a los entendidos en lingüística.

## Geografía
La ciudad está situada en una plataforma natural levantada a la orilla derecha del río Utcubamba a 400 m s. n. m. sobre los acantilados del río.
Cerca de Bagua, entre carretera Fernando Belaúnde Terry y hacia a Bagua, se encuentra un área de matorral en la ecorregión del bosque seco del Marañón que es hábitat de Patagioenas oenops y Synallaxis maranonica.

## Clima
En la ciudad de Bagua la temperatura es alta, con promedio de 30-32 °C, una mínima de 18 °C y una máxima de 40-43 °C; estas condiciones tórridas se deben a que el valle se encuentra dentro de la ecorregión del bosque seco ecuatorial o conocido por otros como yunga.
Las precipitaciones pluviales son de 600-800 mm por año, en la región las lluvias se dan durante el primer semestre del año, en algunas ocasiones los canales de regadío que circundan la ciudad se desbordan e ingresan a las viviendas; los aguaceros cada cierto tiempo se combinan con los vendavales, estos fenómenos cíclicos destruyen árboles echando abajo cables eléctricos, el techo de las casas que mayormente es una estructura de calamina es arrancada y desplazada cientos de metros.
| Parámetros climáticos promedio de Bagua                              | Parámetros climáticos promedio de Bagua | Parámetros climáticos promedio de Bagua | Parámetros climáticos promedio de Bagua | Parámetros climáticos promedio de Bagua | Parámetros climáticos promedio de Bagua | Parámetros climáticos promedio de Bagua | Parámetros climáticos promedio de Bagua | Parámetros climáticos promedio de Bagua | Parámetros climáticos promedio de Bagua | Parámetros climáticos promedio de Bagua | Parámetros climáticos promedio de Bagua | Parámetros climáticos promedio de Bagua | Parámetros climáticos promedio de Bagua |
| Mes                                                                  | Ene.                                    | Feb.                                    | Mar.                                    | Abr.                                    | May.                                    | Jun.                                    | Jul.                                    | Ago.                                    | Sep.                                    | Oct.                                    | Nov.                                    | Dic.                                    | Anual                                   |
| -------------------------------------------------------------------- | --------------------------------------- | --------------------------------------- | --------------------------------------- | --------------------------------------- | --------------------------------------- | --------------------------------------- | --------------------------------------- | --------------------------------------- | --------------------------------------- | --------------------------------------- | --------------------------------------- | --------------------------------------- | --------------------------------------- |
| Temp. máx. abs. (°C)                                                 | 40                                      | 38                                      | 38                                      | 37                                      | 37                                      | 36                                      | 38                                      | 39                                      | 42.1                                    | 41                                      | 39                                      | 43.3                                    | 43.3                                    |
| Temp. máx. media (°C)                                                | 30.6                                    | 30.6                                    | 30.3                                    | 30.8                                    | 30.3                                    | 29.5                                    | 29.1                                    | 29.8                                    | 30                                      | 30.4                                    | 31.1                                    | 31.4                                    | 30.3                                    |
| Temp. media (°C)                                                     | 25.2                                    | 25.3                                    | 25.1                                    | 25.4                                    | 25                                      | 24.4                                    | 24.1                                    | 24.4                                    | 25                                      | 25.1                                    | 25.6                                    | 25.6                                    | 25                                      |
| Temp. mín. media (°C)                                                | 19.8                                    | 20                                      | 20                                      | 20.1                                    | 19.8                                    | 19.4                                    | 19.2                                    | 19.1                                    | 20                                      | 19.9                                    | 20.2                                    | 19.8                                    | 19.8                                    |
| Temp. mín. abs. (°C)                                                 | 14                                      | 14                                      | 14                                      | 13                                      | 12                                      | 9                                       | 7                                       | 10                                      | 13                                      | 14                                      | 14                                      | 14                                      | 7                                       |
| Precipitación total (mm)                                             | 104                                     | 172                                     | 234                                     | 310                                     | 275                                     | 212                                     | 179                                     | 144                                     | 172                                     | 199                                     | 146                                     | 139                                     | 2286                                    |
| Fuente: CLIMATE-DATA.ORG(http://es.climate-data.org/location/28677/) |                                         |                                         |                                         |                                         |                                         |                                         |                                         |                                         |                                         |                                         |                                         |                                         |                                         |

## Historia
En una investigación realizada en 1997, Luis Ríos Garabito propone una secuencia del proceso histórico de Bagua:
"La historia, debe entenderse como la ciencia social que estudia el desarrollo económico-social de la humanidad en general y de las sociedades y pueblos en particular", de ahí la necesidad urgente de sistematizar una historia regional del nororiente y específicamente de Bagua. Desde esta perspectiva ¿Cómo se desarrolló el proceso histórico autónomo de Bagua?; en primer lugar tenemos que precisar que la etapa autónoma de Bagua comprende desde el inicio de la historia en esta parte del nororiente peruano hasta la invasión española del Siglo XVI.
La historia de Bagua comienza con la llegada de los primeros hombres a estas tierras, por los hallazgos arqueológicos, se sabe que la ocupación humana de Bagua es muy antigua; los primeros humanos llegaron durante el período Lítico (12000–6000a.n.e) en un estado cultural de recolectores indiferenciados, luego debido a la experiencia acumulada y a los cambios climáticos y faunísticos estos grupos humanos se convirtieron en cazadores avanzados adaptándose al medio en que vivían; éstos grupos sociales se organizan formando hordas. Según la información de Jaime Miasta Gutiérrez a este período corresponden las pinturas rupestres encontradas en las provincias de Bagua, Utcubamba y Luya; relacionándose con las pinturas encontradas en Lauricocha y Toquepala, correspondiendo al denominado Paleolítico Superior. Durante el Arcaico (6000-2000a.n.e.), período que sigue al Lítico y que corresponde a la Revolución Agrícola o Neolítica en el Perú; produciéndose desplazamientos de grupos humanos desde la jungla hacia los valles y partes altas de la provincia; estos hombres traen consigo la domesticación de la yuca y el camote, el maíz, el ají, el algodón y muchos árboles frutales. Luego del periodo Arcaico se ingresa al Formativo o Primer Horizonte (2000a.n.e.-100a.n.e.); en Bagua este periodo se caracteriza por las interrelaciones culturales con diferentes zonas y sobre todo con Pacopampa, centro pre-chavín (Chota ‑ Cajamarca) y materializándose lo que se ha denominado “Cultura Bagua”; parte de la tradición Pacopampa–Chavín, evidencias de esto las tenemos en la cerámica encontrada en Bagua durante las investigaciones de la arqueóloga Ruth Shady Solís, cerámica semejante a las de Pacopampa y Chavín (Shady: 1976).
Luego del Formativo como lo manifiesta el antropólogo alemán Peter Lerche, «(...) los resultados de las investigaciones arqueológicas de Shady (1976) muestran un vacío todavía más extremo: Entre el Formativo (1500 y 1200 a.C.) y el Intermedio Tardío (900-1400 d.C.) queda un espacio temporal de prácticamente 2000 años» (Lerche: 1995, pp.24), en este tiempo falta precisar que características culturales tenían los grupos humanos que vivieron en esta zona; en general lo poco que se conoce sobre el pasado prehispánico de Bagua, es mediante la etnohistoria, es decir, el estudio de las crónicas y archivos sobre los grupos humanos que encontraron los españoles; la carencia de mayores investigaciones arqueológicas constituye un vacío que no permite conocer la secuencia completa del proceso histórico de Bagua, urge entonces mayores investigaciones arqueológicas al respecto.
Durante el periodo de Reinos y Señoríos o Intermedio Tardío (900-1400d.n.e.), en Bagua vivían los tomependa, los bagua, copallín y los lomas (pecas) se encuentran conformando las veintidós etnias que poblaban las riberas de los ríos Chuquimayo (Chinchipe), Marañón (Jatunmayo), Chamaya, Tabaconas, Chirinos y la parte baja y desembocadura del Utcubamba (Espinoza Soriano:1986), estos grupos étnicos tenían características similares; la economía de estas etnias se basaban en la agricultura poco desarrollada, caza, pesca y recolección, por lo tanto en su modo de producción predominaban todavía rasgos de la Comunidad Primitiva. Socialmente se organizaban en grupos sociales pequeños de 10, 20, 30, 50 o 100 personas; vivían en chozas rústicas, como lo indica Waldemar Espinoza: «En Nehipe, Tomependa y Bagua fueron ramadas sujetas a horcones, con el cobertizo de paja. En los días de lluvia se cobijaban debajo de ellas. La falta de paredes los aliviaba del inmenso calor» (Espinoza Soriano: 1986). Políticamente estas etnias no conformaban estados, cada grupo social tenía su jefe que no tenía otro superior, su sistema era entonces el de las “behetrías” o ayllus libres; estas etnias hablaban la lengua patagona, ésta tenía una posible filiación con el carib (Rivet,Steward y Métraux, cit. en Taylor/Descola.1981:10‑12), a su vez este carib tenía una filiación con el idioma hablado por los chachapoya (Lerche:1995.p. 10). Además de estas etnias habitaban parte de la actual provincia de Bagua (Imaza) los jíbaros que comprendían a los grupos awajún y wampis.
A finales de este período (Intermedio Tardío), los chachapoyas ocupan la zona sur de la actual provincia de Bagua; constituyéndose ésta en el límite norte de la expansión cultural chachapoya (Lerche:1995, p. 21), esto se conoce por intermedio de fuentes etnohistóricas (Cieza:1987) e investigaciones arqueológicas (Shady:1976).
Durante el Tercer Horizonte o Tahuantinsuyo, los incas al mando de Túpac Yupanqui conquistan el macro grupo étnico de los chachapoya pero no ocuparon Bagua, al menos no de una manera estable, como lo atestiguan la falta de construcciones incas en la zona; tal vez los incas pasaran por Bagua al ingresar en la cuenca del Utcubamba durante la campaña de conquista, pero la resistencia de los naturales no acostumbrados a ser dominados ni a pagar tributos, así como lo agreste de la selva impidieron la ocupación efectiva, a causa de esto muchos chachapoya migran a Bagua huyendo de la conquista inca;  en toda esta zona los incas solo pudieron establecer huamanis (provincias incas) en Tabaconas, Huambos (Jaén‑Cutervo) y Chachapoyas.
Es necesario precisar que en esta zona (actuales provincias de San Ignacio, Jaén y Bagua)existieron las veintidós etnias mencionadas como lo prueba Waldemar Espinoza con sus investigaciones en archivos y crónicas; es errónea, entonces, como lo manifiesta Figueroa Luna y Montoya Peralta, la tesis del padre jesuita José Martín Cuesta en su libro Jaén de Bracamoros (1984) al sostener que este territorio era ocupado por los pakamuros o bracamoros, según Espinoza Soriano el nombre de pakamuros o bracamoros corresponde a un grupo étnico situado en el río Zamora (Ecuador) y erróneamente las autoridades españolas que no visitaron Jaén le asignaron este nombre a la ciudad de San Leandro de Jaén, que así paulatinamente pasó a ser llamada Jaén de Bracamoros. Cuesta, llama Jaén de Bracamoros a esta provincia porque así llamaron los invasores españoles a esta extensa zona cuya parte norteña estaría hoy en el Ecuador y la sureña en las provincias de San Ignacio, Jaén, Cutervo y Bagua.
Concluyendo, podemos afirmar que a finales de la etapa autónoma del proceso histórico de Bagua; la actual provincia de Bagua estaba ocupada por los tomependa, en la desembocadura del Utcubamba y el Chinchipe, los bagua en ambas márgenes de la parte inferior del curso del río Utcubamba, los copallines y los lomas (pecas) en las laderas de la cordillera del Tigre y sus estribaciones y contrafuertes; en la parte sur limitaban con el grupo chachapoya de los chillao (provincias de Utcubamba y Luya), en una parte de Aramango estaba la etnia Llanquiconi y más al norte los jíbaros (awajún, wampis y ashuar).

## Educación

### Educación Universitaria
- Universidad Nacional Toribio Rodríguez de Mendoza - Filial Bagua
- Universidad Nacional Intercultural Fabiola Salazar Leguía Bagua.